# Outwood (Surrey)
Pour les articles homonymes, voir Outwood.
Outwood est une paroisse civile et un village du Surrey, en Angleterre.